# Lithocarpus himalaicus
Lithocarpus himalaicus är en bokväxtart som beskrevs av Cheng Chiu Huang och Yong Tian Chang. Lithocarpus himalaicus ingår i släktet Lithocarpus och familjen bokväxter. Inga underarter finns listade.